# Wladimir Mowsisjan

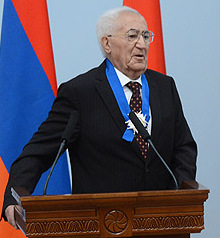
2013

Wladimir Mowsisjan (orm. Վլադիմիր Մովսիսյան, ur. 12 listopada 1933 we wsi Szenawan k. Spitaka, zm. 5 listopada 2014) – radziecki i armeński polityk, I sekretarz KC Komunistycznej Partii Armenii w 1990, minister rolnictwa Armenii w latach 1996-1999.
1953-1958 studiował w Instytucie Weterynaryjnym w Erywaniu, następnie do 1965 był głównym weterynarzem w kilku rejonach Armenii. Od 1961 w KPZR, 1965-1975 zastępca kierownika wydziału KC Komunistycznej Partii Armenii, sekretarz Komitetu rejonowego. 1966-1969 studiował w Wyższej Szkole Partyjnej przy KC KPZR, 1975-1978 kierownik Wydziału Rolnego KC KPA, 1978-1984 zastępca, a 1984-1990 I zastępca przewodniczącego Rady Ministrów Armeńskiej SRR. Od 5 kwietnia do 30 listopada 1990 I sekretarz KC KPA; w tym samym roku na XXVIII Zjeździe KPZR wybrany członkiem Politbiura KC KPZR. Deputowany do Rady Najwyższej Armeńskiej SRR. 1991 wiceminister rolnictwa Armenii, 1991-1996 naczelnik Zarządu Zagadnień Migracji i Uchodźców Armenii, 1993 szef terytorialnego sztabu obrony Iczewanu, 1993-1994 organizował budowę 2837 domów i mieszkań w Górskim Karabachu, 1996 gubernator prowincji Gegharkunik, 1996-1999 minister rolnictwa Armenii, następnie doradca premiera Armenii.

## Odznaczenia
- Order św. Mesropa Masztoca (Armenia)
- Order Honoru (Armenia)
- Order Czerwonego Sztandaru Pracy (dwukrotnie - ZSRR)
- Order „Znak Honoru” (ZSRR)

I medale ZSRR.